# Zvonko Milojević
Zvonko Milojević (en serbe en écriture cyrillique : Звонко Милојевић), né le 30 août 1971 à Svetozarevo (aujourd'hui Jagodina) en Yougoslavie (aujourd'hui Serbie est un footballeur serbe, gardien de but de l'Étoile Rouge de Belgrade et de l'équipe de RF Yougoslavie dans les années 1990.
Le 15 novembre 2007, il est victime d'un accident de la route avec un camion à hauteur d'Aix-La-Chapelle. Milojević et son passager , le père de Goran Lovré (ex-Anderlecht), étaient bloqués dans la carcasse de la voiture et les pompiers ont mis 3h pour les libérer. Son passager s'en tire mais Milojević est plongé dans un coma de 12 jours. Il restera paralysé à vie, du bassin aux pieds.

## Carrière
- 1989-1997 : FK Étoile rouge de Belgrade  Yougoslavie
- 1997-2003 : Royal Sporting Club Anderlecht  Belgique
- 2003-2007 : KSC Lokeren  Belgique

## Palmarès

### En équipe nationale
- 10 sélection et aucun but avec l'équipe de RF Yougoslavie entre 1995 et 1997.

### Avec l'Étoile rouge de Belgrade
- Vainqueur du Championnat de Yougoslavie en 1990, 1992 et 1995.
- Vainqueur de la Coupe de Yougoslavie en 1990, 1993, 1995, 1996 et 1997.

### Avec leRSC Anderlecht
- Vainqueur du Championnat de Belgique en 2001.
- Vainqueur de la Coupe de la Ligue Pro en 2000.